# Halorhadinus sawadai
Halorhadinus sawadai is een keversoort uit de familie van de kortschildkevers (Staphylinidae). De wetenschappelijke naam van de soort is voor het eerst geldig gepubliceerd in 2009 door Maruyama & Hayashi.